# 圣于连德潘
圣于连德潘（法語：Saint-Julien-des-Points，法語發音：[sɛ̃ ʒyljɛ̃ de pwɛ̃]）是法国洛泽尔省的一个市镇，属于弗洛拉克区。

## 地理
圣于连德潘（44°15'20"N, 3°57'55"E）面积3.83 平方千米，位于法国奧克西塔尼大區洛泽尔省，该省份为法国南部内陆省份，北起上盧瓦爾省和康塔爾省，西接阿韦龙省，南至加尔省，东临阿尔代什省。
与圣于连德潘接壤的市镇（或旧市镇、城区）包括：圣塞西尔当多尔日、布拉努-莱塔亚德、勒科莱德代兹。

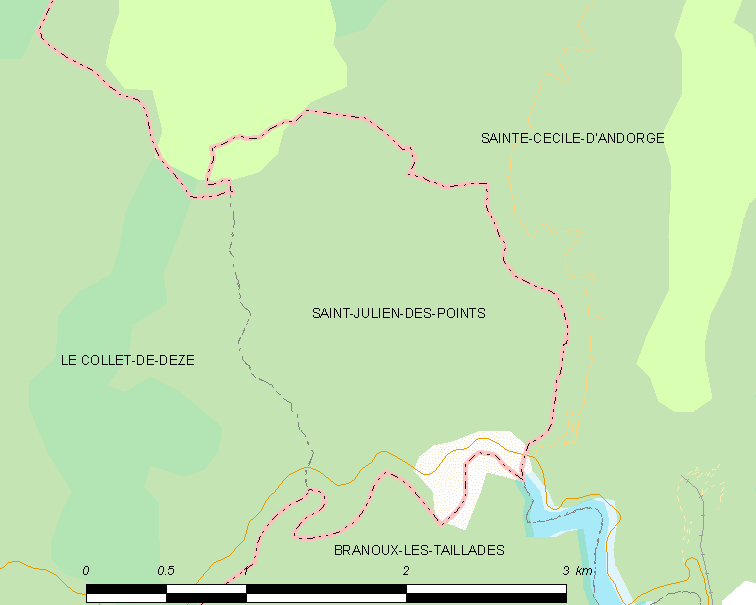
圣于连德潘的OSM定位图

圣于连德潘的时区为UTC+01:00、UTC+02:00（夏令时）。

## 行政
圣于连德潘的邮政编码为48160，INSEE市镇编码为48163。

## 政治
圣于连德潘所属的省级选区为勒科莱德代兹县。

## 人口

1962-2008年间圣于连德潘人口变化图示

圣于连德潘于2022年1月1日时的人口数量为119人。